# Lyces enoides
Lyces enoides là một loài bướm đêm thuộc họ Notodontidae. Nó được tìm thấy ở Honduras và México.